# عمرو العيار
عمرو العيار أو عمار العيار هو شخصية خيالية، من العياريين،ورد ذكره للملحمة الإسلامية الفارسية حمزة نامه (ملحمة خيالية عن بطولات للحمزة عم النبي محمد) وورد ذكره في ترجمة الملحمة الأردية المٌسماة تيلسم-إي-هوشروبا. أقدم ذكر له موجود في نسخة فارسية ترجع لعهد السلطان المغولي أكبر ومنذ ذلك الحين كُتب العديد من القصص والروايات عنه.
كتب مؤلفون أردويون معاصرون مثل ظهير أحمد، ومظهر كليم، وصفدار شاهين وأخطر رضوي قصصًا مختلفة ومتنوعة عن هذه الشخصية.

## الملخص
عمرو العيار هو لص وهو الشخصية الأشهر في ملحمة حمزة نامه بعد الأمير حمزة البطل الرئيس للملحمة. اشتهر بذكائه وسرقاته في مدينة "تيليسم هوشروبا". حياته مليئة بالمغامرة. ومن عادته السفر حول العالم ومواجهة الشرور والأرواح الشريرة. لدى عمرو زامبيل سحرية (حقيبة) يمكنه استخراج ما يريد منها. يستخدمها في الغالب للتفاخر وقتل الشر. يسرق من الأغنياء ويعطي للفقراء.

## الإرث

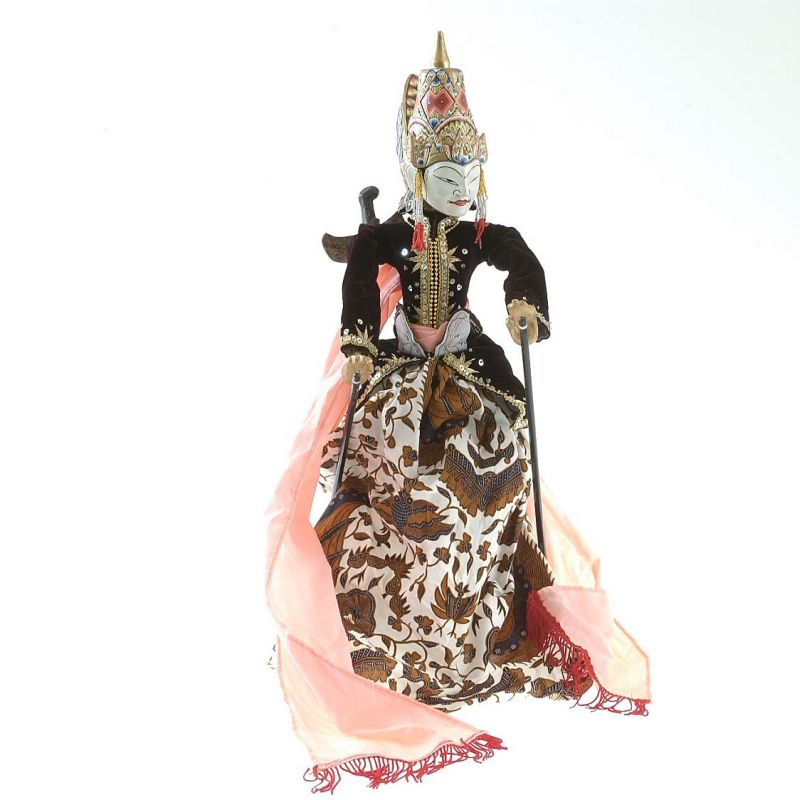
دمية وايانج إندونيسية للأمير حمزة، المعروف أيضًا باسم وونغ أجونج جايينج رانا، في تمثيل للملحمة حمزة نامه.

لقد كان للشعبية الهائلة التي حظيت بها الداستان تأثيرٌ عميق وطويل الأمد على غيرها من أشكال السرد القصصي الخيالي. فالروايات الأولى التي كُتبت بالأرديةوكذلك بالهندية لا تبدو في كثير من الأحيان سوى نسخٍ مبسّطة أو منقّحة من الدستانات. وتُعدُّ روايتا تشاندراكانتا وتشاندراكانتا سنتاتي لبابو ديفاكي ناندان خاتري، وفسانه آزاد لـرتن ناث دار سرشار، من أبرز الأمثلة على هذا النمط الأدبي.
وتظهر التأثيرات المباشرة للدستان بوضوح في رواية تشاندراكانتا، ويتجلى ذلك في مصير بطلتها التي تحمل الاسم ذاته، حيث تقع في أسر طِلْسِم، فضلًا عن وجود عدد من "العيّارين" البارزين. كما أثّرت الدستان في الأديب منشي بريم تشاند (1880–1936)، الذي استحوذت عليه حكايات طلسم هوشربا في صغره، حين كان يسمعها في دكان التبغ، قبل أن تلهمه لاحقًا في مسيرته الأدبية.
وقد أسهمت تقاليد السرد في الدستان أيضًا في تشكيل المسرح الأردي؛ إذ إن شخصية "العيّار" المخادع، الصديق الدائم للبطل حمزة، أرست تقليدًا سرديًا تمثّل في "الصديق المضحك للبطل"، وهو تقليدٌبلغ ذروته في سينما بوليوود في ستينيات القرن العشرين.
وتؤدّى هذه القصة أيضًا في مسرح الدمى الإندونيسي المعروف بـ وايانغ مِنَك، حيث يُعرف حمزة هناك باسم وونغ أغونغ جايينغ رانا أو أمير أمبيَه.
أما باشا محمد خان، الطالب السابق للباحثة فرانسيس بريتشيت في جامعة كولومبيا، والذي يدرّس حاليًا في جامعة مكغيل، فيتخصص في دراسة القصة/الدستان وفن رواية الداستان، بما في ذلك حمزة نامه.

## في الخيال

### الأفلام
| فيلم                           | مخرج         | لعبت بواسطة   |
| ------------------------------ | ------------ | ------------- |
| تشاندراكانتا (1956)            | جي. بي. سيبي |               |
| عمرو عيار - بداية جديدة (2024) | أظفر جعفري   | عثمان مختار   |
| تاليسمان (غير منشور)           | رام مادفاني  | أميتاب باتشان |

### أفلام الرسوم المتحركة
| فيلم                         | مخرج                        | لعبت بواسطة |
| ---------------------------- | --------------------------- | ----------- |
| وقائع عمرو عيار (غير منشورة) | سيد أرسلان علي هاريس بشارات | أفراز رسول  |

### الدراما
| دراما                               | الكاتب                         | لعبت بواسطة     |
| ----------------------------------- | ------------------------------ | --------------- |
| أيناك والا جين (1993)               | عبد الحميد                     | نثار بوت        |
| تشاندراكانتا (1994)                 | ديفاكي ناندان خاتري            | براهماشاري      |
| كاهاني تشاندراكانتا كي (2011)       | شريكانت فيشفاكارما             | سبارش شارما     |
| تشاندراكانتا (2017)                 | ديفاكي ناندان خاتري إكتا كابور | بونيت تالريجا   |
| بريم يا باهلي – تشاندراكانتا (2017) | ديفاكي ناندان خاتري            | تشاندان ك أناند |

### كتب أخرى
| لا. | كتاب                     | الكاتب(ون)          | الناشر                               |
| --- | ------------------------ | ------------------- | ------------------------------------ |
| 1   | حمزة نامه                | غالب لخناوي         | المكتبة الحديثة                      |
| 2   | تشاندراكانتا             | ديفاكي ناندان خاتري | مستودع كتب ليهري                     |
| 3   | عمرو أيار (مسلسل كوميدي) | حسن أنصاري          | كاتشي جوليان                         |
| 4   | تيلسم-إي-هوشروبا         | شهناز إعجاز الدين   | دار نشر البطريق المحدودة             |
| 5   | هوشروبا: الأرض والتلسم   | مشرف علي فاروقي     | دار نشر البطريق راندوم هاوس المحدودة |